# Sebastián Albella
Sebastián Albella Amigo (Castellón, 1958) es un jurista español que entre 2016 y 2020 ejerció como presidente de la Comisión Nacional del Mercado de Valores (CNMV). 

## Biografía
Se licenció en Derecho por la Universidad de Navarra en 1980. Desde 1984 pertenece al Cuerpo de Abogados del Estado.
De 1986 a 1988 fue subdirector general de Política Financiera y primer secretario del Consejo y responsable de los servicios jurídicos de la CNMV. Formó parte del equipo que redactó la ley de Mercado de Valores.
En 2015 fue nombrado socio del consejo mundial de Linklaters, despacho de abogados para el que trabajaba desde 2005, proveniente de otro despacho, Ramón y Cajal, del que fue cofundador.
El 26 de noviembre de 2016 fue nombrado presidente de la Comisión Nacional del Mercado de Valores (CNMV). El 16 de noviembre de 2020 comunicó su decisión de no renovar en el cargo para dirigir el órgano supervisor cuatro años más. Fue cesado el 16 de diciembre de 2020 por expiración de su mandato, siendo sustituido por Rodrigo Buenaventura Canino, quien hasta entonces era el director de Mercados del Organismo regulador.